# Joseph Davilmar Théodore

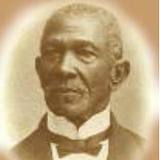
Joseph Davilmar Théodore

Joseph Davilmar Théodore, född 1847, död 1917, var president i Haiti 6 november 1914-22 februari 1915.